# Brezovica, Čačak
Brezovica (izvirno srbsko Брезовица) je naselje v Srbiji, ki upravno spada pod Občino Čačak; slednja pa je del Moraviškega upravnega okraja.

## Demografija
V naselju živi 125 polnoletnih prebivalcev, pri čemer je njihova povprečna starost 50,4 let (45,8 pri moških in 55,4 pri ženskah). Naselje ima 53 gospodinjstev, pri čemer je povprečno število članov na gospodinjstvo 2,66.
To naselje je popolnoma srbsko (glede na rezultate popisa iz leta 2002), a v času zadnjih treh popisov je opazno zmanjšanje števila prebivalcev.
|  |

| Demografija | Demografija     | Demografija     |
| Leto        | Št. prebivalcev | Št. prebivalcev |
| ----------- | --------------- | --------------- |
|             |                 |                 |
|             |                 |                 |
|             |                 |                 |
|             |                 |                 |
| 1948        | 305             |                 |
| 1953        | 334             |                 |
| 1961        | 310             |                 |
| 1971        | 258             |                 |
| 1981        | 233             |                 |
| 1991        | 180             | 180             |
| 2002        | 141             | 141             |
|             |                 |                 |

| Etnična sestava po popisu iz leta 2002 | Etnična sestava po popisu iz leta 2002 | Etnična sestava po popisu iz leta 2002 | Etnična sestava po popisu iz leta 2002 | Etnična sestava po popisu iz leta 2002 |
| -------------------------------------- | -------------------------------------- | -------------------------------------- | -------------------------------------- | -------------------------------------- |
| Srbi                                   | Srbi                                   |                                        | 141                                    | 100,0%                                 |
| Neznano                                | Neznano                                |                                        | 0                                      | 0,0%                                   |